# 西班牙科學院
西班牙科學院是一個致力於空間物理學、天體物理學和宇宙學領域研究的西班牙機構。它吸引了一些國際知名科學家，如Sergei Odintsov。

## 外部連結
- 官方网站